# Лопатино (Липецкая область)
Лопатино — железнодорожная станция (населённый пункт) в Измалковском районе Липецкой области России. Входит в состав Петровского сельсовета.

## География
Находится в западной части Липецкой области, в лесостепной зоне, к при железнодорожной линии Арбузово — Елец и автодороге 42К-394, на расстоянии примерно 9 километров (по прямой) к юго-востоку от Измалкова, административного центра района. Абсолютная высота — 229 метров над уровнем моря.

### Климат
Климат характеризуются как умеренно континентальный, с умеренно холодной продолжительной зимой и тёплым летом. Средняя температура воздуха самого холодного месяца (января) — −11 — −9,9 °C; самого тёплого месяца (июля) — 19,5 — 20 °C. Вегетационный период длится в среднем 180 дней. Среднегодовое количество атмосферных осадков варьирует в пределах от 450 до 500 мм, из которых около 75 % выпадает в тёплый период в виде дождя.

### Часовой пояс
Лопатино, как и вся Липецкая область, находится в часовой зоне МСК (московское время). Смещение применяемого времени относительно UTC составляет +3:00.

## Население
| 2010 |
| ---- |
| 34   |

### Половой состав
По данным Всероссийской переписи населения 2010 года в гендерной структуре населения мужчины составляли 55,9 %, женщины — соответственно 44,1 %.

### Национальный состав
Согласно результатам переписи 2002 года, в национальной структуре населения русские составляли 100 % из 37 чел.